# Charles Stanley Reinhart

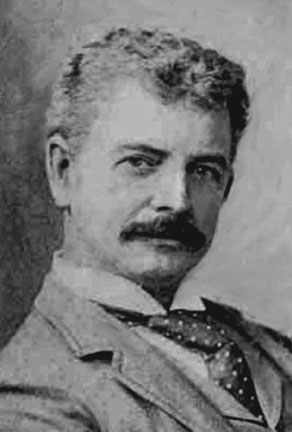
Charles Stanley Reinhart

Charles Stanley Reinhart (* 16. Mai 1844 in Pittsburgh; † 30. August 1896 in New York City) war ein US-amerikanischer Genremaler und Illustrator.

## Leben
Charles Stanley Reinhart, der Sohn von Aaron Grantley Reinhart (1810–1854) und Catherine Reinhart geborene McHenry (1820–1898) sowie Neffe des Malers Benjamin Franklin Reinhart, arbeitete 1861 bis 1864 als Operator in einer Telegraphenabteilung der Agentur United States Military Railroad in Virginia und danach bis 1867 in einem Pittsburgher Stahlwerk. 1867 besuchte er zunächst die Académie Suisse Paris und studierte von 1868 bis 1870 an der Königlichen Kunstakademie München bei Alexander Strähuber Malerei. In die Heimat zurückgekehrt, wirkte er 1870 bis 1877 als Illustrator für Harper & Brothers. Arbeiten für Scribner und Appleton kamen hinzu. Ab 1876 hatte er in New York ein eigenes Atelier.
Reinhart heiratete 1873 Emily Varet. Das Paar bekam drei Kinder.
Die letzte Ruhe fand Charles Reinhart auf dem Allegheny Friedhof in Pittsburgh.

## Werke (Auswahl)
- Illustrationen für
  - 1878–1887: Harper’s Weekly
  - 1887: Scribner’s Magazine
  - 1889–1893: Ladies’ Home Journal

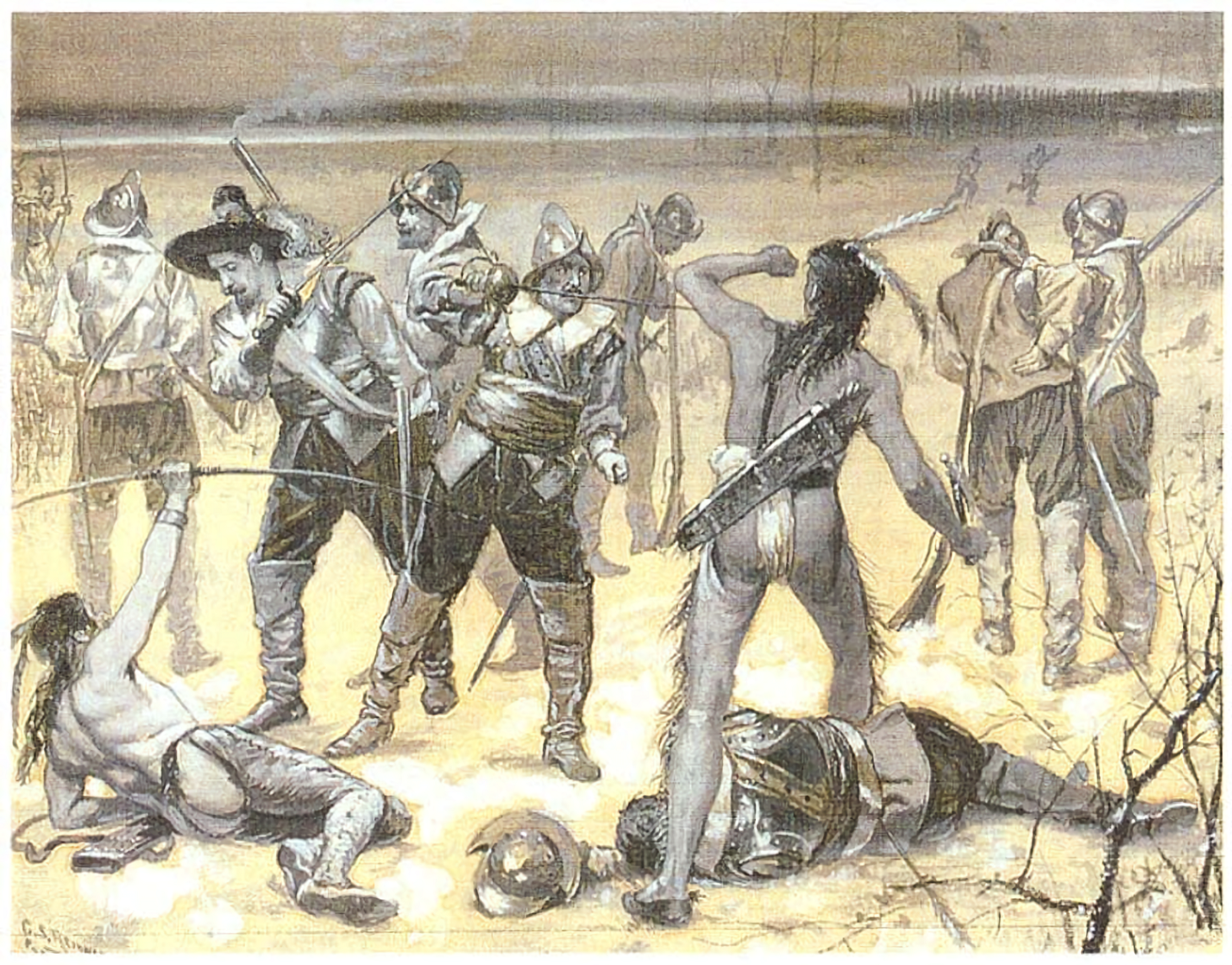
Charles Stanley Reinhart (1890): Lion Gardiner anno 1637 im Pequot-Krieg

  - 1878: John Townsend Trowbridge: The book of gold and other poems
  - 1896: Francis Hopkinson Smith: Tom Grogan
- Gemälde
  - 1890: Lion Gardiner im Pequot-Krieg

## Ehrungen

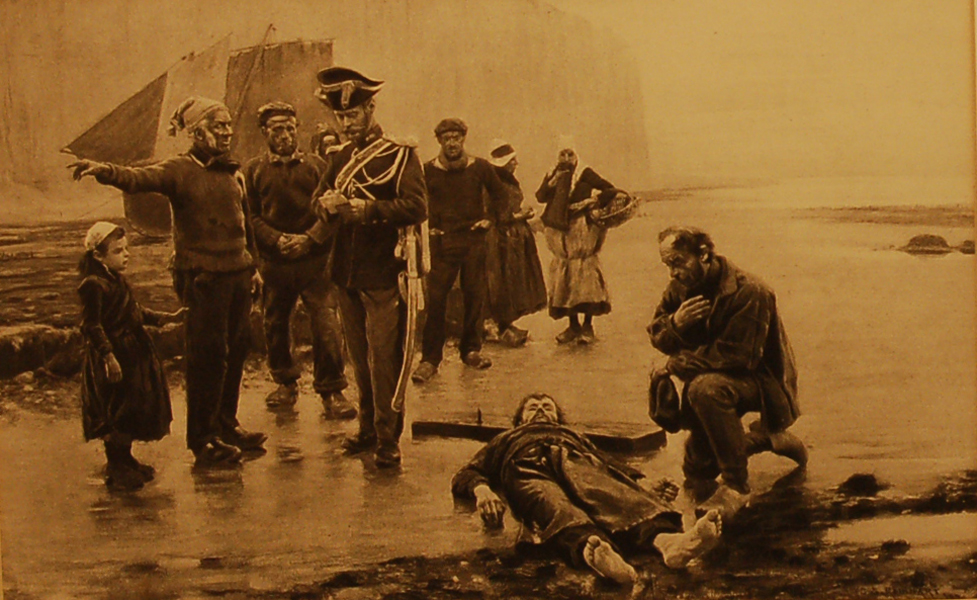
Charles Stanley Reinhart (1887): Washed Ashore (Angeschwemmt)

- 1888: Temple Gold Medal der Pennsylvania Academy of the Fine Arts für das Gemälde Washed Ashore
- Weltausstellung Paris 1889: Eine Gold- und eine Silbermedaille

## Anmerkung
1. ↑  United States Military Railroad

| Personendaten    | Personendaten                           |
| ---------------- | --------------------------------------- |
| NAME             | Reinhart, Charles Stanley               |
| ALTERNATIVNAMEN  | R., C. S.; Reinhart, C. S.; C. S. R.    |
| KURZBESCHREIBUNG | US-amerikanischer Maler und Illustrator |
| GEBURTSDATUM     | 16. Mai 1844                            |
| GEBURTSORT       | Pittsburgh                              |
| STERBEDATUM      | 30. August 1896                         |
| STERBEORT        | New York City                           |